# Ardara
Ardara (sardisk: Àldara) er en by og en kommune (comune) i provinsen Sassari i regionen Sardinien i Italien. Byen ligger i 296 meters højde og har 782 indbyggere (2016). Kommunen har et areal på 38,19 km² og grænser til kommunerne Chiaramonti, Mores, Ozieri, Ploaghe og Siligo.